# Grace Abbey
Grace Abbey (ur. 22 stycznia 1999 w Anglii) – australijska piłkarka.
Grace Abbey gra od 2015 w klubie Adelaide United FC.